# توماس راسيل
توماس راسيل (بالإنجليزية: Thomas Russell)‏ هو محامي وسياسي نيوزلندي، ولد في 1830، وتوفي في 1904. انتخب عضو مجلس النواب النيوزيلندي.